# Artur Pietrowski
Artur Władimirowicz Pietrowski (ur. 14 maja 1924 w Sewastopolu, zm. 2 grudnia 2006 w Moskwie) – rosyjski psycholog, profesor Moskiewskiego Instytutu Pedagogicznego, członek (w latach 1969-1971) Międzynarodowej Komisji Rozwoju Oświaty UNESCO. Był on także wiceprezesem Towarzystwa Psychologów ZSRR oraz (w latach 1992-1997) prezesem Rosyjskiej Akademii Oświaty. Zajmuje się głównie historią psychologii oraz psychologią społeczną.

## Ważniejsze prace
- Studies in Psychology. The Collective and the Individual (1985)
- Psychology in Soviet Union: a historical outline (1990)